# F1 2017
F1 2017 ist ein Rennspiel, das von Codemasters entwickelt wurde. Es ist das neunte Spiel der Serie und wurde am 25. August 2017 für PlayStation 4, Xbox One und Windows veröffentlicht. Das Spiel basiert auf der Formel-1-Weltmeisterschaft 2017 und enthält alle 20 Strecken, 20 Fahrer und alle Teams.

## Features
Das Spiel wurde im Gegensatz zu seinem Vorgänger mit einem erweiterten Team-Management-Modus ausgestattet, mit dem der Spieler eine größere Kontrolle über die Entwicklung seines Teams hat.
Es gibt eine Formula One ESports Series, bei welcher das Spiel als offizielle Plattform benutzt wird.
Das Spiel enthält zusätzlich zu den aktuellen Formel-1-Autos auch historische Formel-1-Autos, aus den Jahren 1988 bis 2010. Eine weitere Neuerung ist die Möglichkeit für Spieler, ihre eigenen Helme zu designen.

## Rezeption
Das Spiel wurde allgemein positiv aufgenommen, das britische Motorsport-Magazin Autosport lobte es für die Erweiterung und Verbesserung der in F1 2016 eingeführten Features. Auch der Daily Telegraph lobte das Spiel und bezeichnete es als eines von Codemasters besten Spiele.
F1 2017 erreichte Platz zwei der britischen Verkaufscharts, hinter Uncharted: The Lost Legacy. Es erreichte außerdem Platz 4 der Verkaufscharts in Neuseeland und Platz 2 in Australien.
Das Spiel wurde in der Kategorie Bestes Rennspiel bei den IGN Best of 2017 Awards nominiert.
| GameSpot     | 9/10   |
| IGN          | 8,9/10 |
| PCGames      | 85 %   |
| ComputerBild | „Gut“  |
| Games.ch     | 88 %   |
| Metacritic   | 89 %   |